# Francisco Calvo Serraller
Francisco Calvo Serraller (Madrid, 19 de abril de 1948-16 de noviembre de 2018) fue un historiador, ensayista, crítico de arte y catedrático universitario español. Entre los años 1993 y 1994 fue director del Museo del Prado, y académico de la Real Academia de Bellas Artes de San Fernando desde 2001.

## Biografía

### Catedrático, docente
Obtuvo el doctorado en Filosofía y Letras en la especialidad de Historia del Arte por la Universidad Complutense de Madrid en 1977, con una tesis titulada Vicente Carducho, tratadista de arte, dirigida por Antonio Bonet Correa. Inició su carrera docente e investigadora en esta universidad ya en 1970, en la Facultad de Geografía e Historia, en la que fue profesor titular y más adelante —desde 1989— catedrático. Llegó a dirigir el Departamento de Arte Contemporáneo en 1991. Impartió asignaturas de Licenciatura, Grado y Máster en relación con los dos mayores campos en que fue experto: las Fuentes de la Historia del Arte y el Arte Contemporáneo. Tras su fallecimiento, en 2019 la Universidad celebró un acto en su homenaje. Se le consideró una de las más autorizadas voces en la "trilogía española de oro", Velázquez, Goya, Picasso, pero también en teoría de la pintura del Siglo de Oro, arte barroco (Poussin, Lorena, Bernini) y, por supuesto, arte contemporáneo. 
Fue propuesto para ocupar la cátedra de Jorge Oteiza de la Universidad Pública de Navarra en sustitución de Pedro Manterola. Participó en los cursos de verano y seminarios de la Universidad Internacional Menéndez Pelayo, dirigiendo los titulados Las artes de la sensualidad (1988), La escultura actual: nueva dimensión artística en relación con el ámbito internacional (1988), Paisaje artístico para un fin de siglo (1989) y La influencia de Velázquez en el arte contemporáneo (1990).

### Académico
Fue miembro de la Real Academia de Bellas Artes de San Fernando desde 2001, con la lectura de un discurso de ingreso titulado Naturaleza y misión de la crítica de arte, que, en palabras de Antonio Bonet: «analizaba la crítica como una consecuencia del consumo social inherente a la mercantilización del arte; al asumir el papel de mediador ante el público, entendía la misión del crítico como un ejercicio de diálogo con el artista».

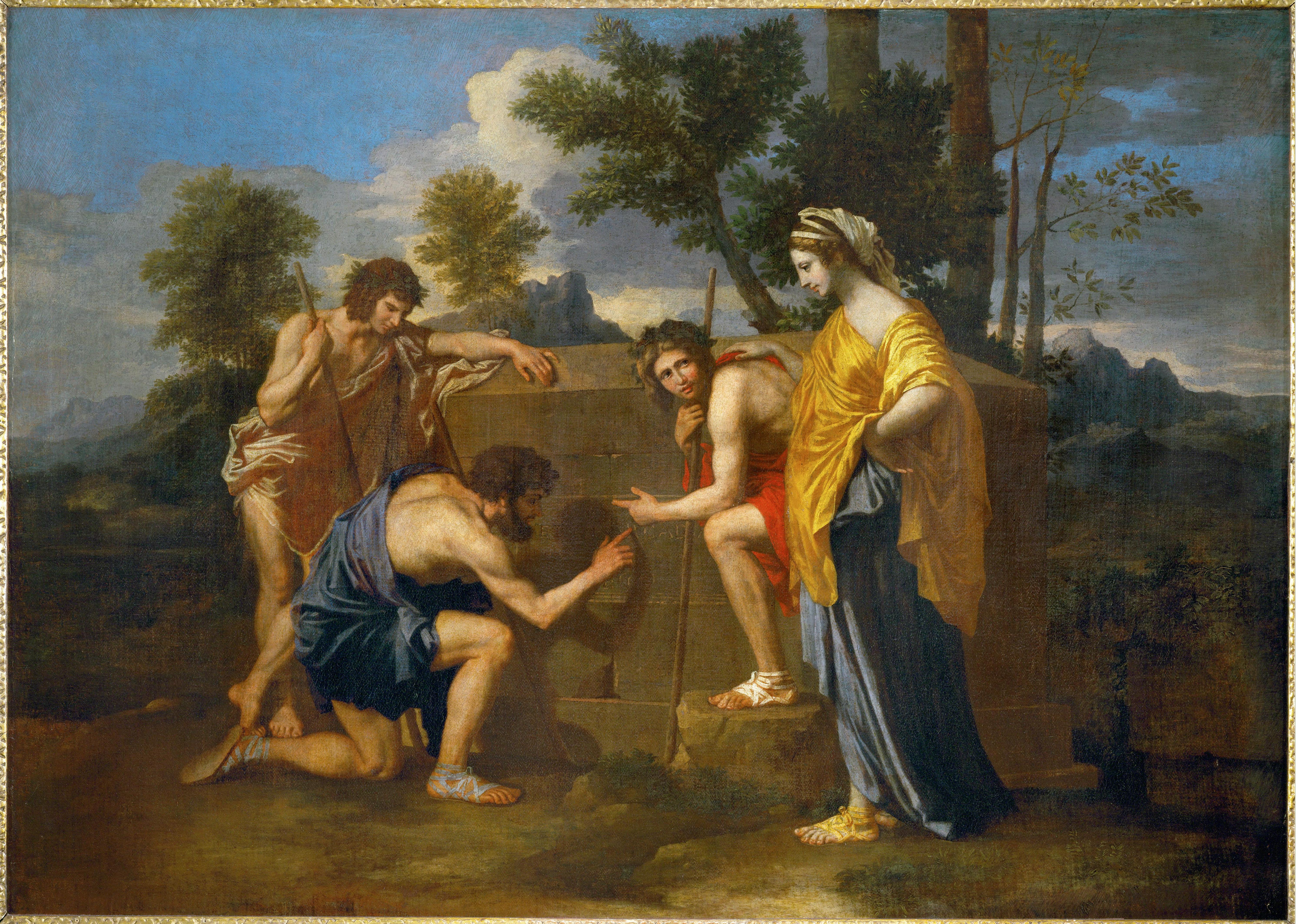
Et in Arcadia ego, de Nicolás Poussin (Louvre). El clasicismo y la teatralidad atemperada de los pintores romanos del XVII hacían preguntarse a Calvo sobre el verdadero valor del arte.

### Director del Prado
Fue Director del Museo del Prado durante apenas 200 días, dirección breve pero de alargada impronta, pues se llegaron a programar numerosas exposiciones temporales. Se resaltó por primera vez con carácter físico y real la escultura de los hermanos Leoni y las Pinturas negras de Goya. Como dato curioso, fue profesor del después también director del Museo del Prado, Miguel Zugaza. Hubo de dimitir a consecuencia de evitar un supuesto escándalo del cual la ministra de cultura Carmen Alborch no quiso ocuparse: la entonces esposa de Calvo trabajaba para la revista Nuevo Estilo cuando se hizo un reportaje de sillas en la sala de "Las Meninas", y es sabido que el uso para fines comerciales de los espacios museísticos (especialmente del Prado) es algo habitual desde que existe la publicidad. Según el diario El País, «el Prado cobró 75.900 pesetas». En su dirección se proyectó un ambicioso programa para la conmemoración del ciento setenta y cinco aniversario de la fundación del Museo y se adquirió el Cuaderno italiano de Francisco de Goya, obra fundamental para el estudio de su formación y su evolución.

### Crítico de arte
Como crítico de arte, fue colaborador habitual del diario El País, desde su fundación en 1976, especialmente en su suplemento Babelia. También colaboró con otras publicaciones como el desaparecido diario Cambio 16 o la Revista de Occidente. Se ha considerado réplica a su crítica la de Delfín Rodríguez en el diario ABC. Calvo llegó a publicar una selección de sus columnas en los libros titulados Columnario. Reflexiones de un crítico de arte (1998) y Extravíos (Fondo de Cultura Económica de España, 2011). También interesado por la historia de la crítica y convencido del valor histórico de su estudio, escribió su discurso de ingreso en la RABASF.

### Comisario de Exposiciones
Respetado comisario, entre sus más célebres exposiciones están Naturalezas españolas (1940-1987), de octubre de 1987 a junio de 1988; El siglo de Picasso (enero de 1988), englobada junto con otras tres bajo el título Cinco siglos de arte español; Picasso: Tradición y vanguardia (de junio a septiembre de 2006), celebrada conjuntamente en el Museo del Prado y el Museo Nacional Centro de Arte Reina Sofía. En esa brillante ocasión se expusieron obras nunca vistas en conjunto, como la Masacre en Corea de Picasso, La ejecución del emperador Maximiliano de Manet y El 3 de mayo de 1808 en Madrid de Goya. Modigliani y su tiempo (de febrero a mayo de 2008), en el Museo Thyssen-Bornemisza.

### Publicaciones
Entre su labor editorial, cabe destacar como coordinador de la serie "Conceptos fundamentales en la Historia del Arte Español" de la editorial Taurus. Buena parte de sus trabajos se centraron en la historia de la pintura española de los siglos XIX y XX. Tiene publicados decenas de libros, ha dirigido otros muchos y ha participado en otros tantos. Desde breves guías como la Guía de sala. Obras maestras del Museo del Prado (2007), hasta grandes volúmenes como La invención del arte español (Barcelona: Galaxia Gutenberg, 2013) o El arte contemporáneo (Barcelona: Taurus, 2014). Una empresa aparte es la trilogía que preparó junto al historiador Juan Pablo Fusi, formada por El espejo del tiempo: la historia y el arte de España (Taurus, 2012). Ha escrito prólogos e introducciones a todo tipo de libros de arte y estética, catálogos de exposiciones, etc. Escribió numerosas voces para la Enciclopedia del Museo del Prado (2006). Una faceta que suele olvidarse entre sus publicaciones es la de historiador del arte barroco. Antonio Bonet escribió al respecto: 
«Como historiador del arte Paco Calvo ha incrementado la bibliografía de la literatura artística del Siglo de Oro español. Su edición crítica de los Diálogos de la pintura de Vicente Carducho (1633), y su libro antológico Teoría de la pintura del Siglo de Oro (1981), son dos aportaciones capitales para el conocimiento de la práctica y las doctrinas estéticas del momento estelar del arte español. Otra importante contribución histórica es el Epílogo que en 1982 escribió sobre las Academias artísticas en España para completar la versión en castellano del clásico libro Las academias de arte de Nicolas Pevsner.»

Antonio Bonet Correa, Elogio de Francisco Calvo Serraller, 2019. 
Entre sus numerosas publicaciones podemos destacar: Edición crítica de Los diálogos de la pintura de Vicente Carducho 1633 (1979), Teoría de la pintura del siglo de oro (1981), El Guernica de Picasso (1981), España: medio siglo de arte de vanguardia: 1939-1985 (1985), El arte visto por los artistas (1987), Imágenes de lo insignificante. El destino histórico de las vanguardias en el arte contemporáneo (1987), Del futuro al pasado. Vanguardia y tradición en el arte español contemporáneo (1989), La novela del artista (1990), Artistas españoles entre dos fines de siglo: de Eduardo Rosales a Miquel Barceló (1991), Velázquez (1991), La senda extraviada del arte (1992), Enciclopedia del arte español contemporáneo (1992), Escultura española actual (1992), Breve historia del Museo del Prado (1994), El Greco (1995), La imagen romántica de España. Arte y arquitectura del siglo XIX (1995), El siglo XIX en el Museo del Prado (1996), Las meninas de Velázquez (1996), Goya (1996), Rafael (1997), Paisajes de luz y muerte: la pintura española del 98 (1998), El arte contemporáneo (2001), Miquel Barceló. El taller de esculturas (2002), Caneja (2003) o La constelación de Vulcano. Picasso y la escultura del hierro del siglo XX (2004).

### Honores
El 22 de septiembre de 2017 fue investido doctor honoris causa por la Universidad de Salamanca, junto con Miquel Barceló, en un acto enmarcado dentro de la celebración del VIII Centenario de la fundación de esta Universidad. Falleció el 16 de noviembre de 2018, a los 70 años, como consecuencia de una enfermedad degenerativa. El 1 de marzo de 2019 le fue concedida a título póstumo la gran cruz de la Orden de Alfonso X el Sabio.

## Obras más destacadas
- España, medio siglo de arte de vanguardia (1985).
- El arte visto por los artistas (1987).
- Vanguardia y tradición en el arte español contemporáneo (1989).
- La novela del artista (1991).
- Enciclopedia del arte español del siglo XX (1992).
- Breve historia del Museo del Prado (1994).
- La imagen romántica de España. Arte y arquitectura del siglo XIX (1995).
- El Greco (1995).
- Las Meninas de Velázquez (1996).
- Columnario. Reflexiones de un crítico de arte (1998).
- Libertad de exposición. Una historia del arte diferente (2000).
- El arte contemporáneo (2001).
- Los géneros de la pintura (2005).

| Predecesor: Felipe Garín Llombart | Director del Museo del Prado 1993-1994 | Sucesor: José María Luzón Nogué |